# August von Meyern-Hohenberg
August von Meyern-Hohenberg, vollständig August Wilhelm Friedrich Carl Ferdinand von Meyern[-Hohenberg] (* 18. November 1771 in Holzminden; † 21. Februar 1845 in Potsdam) war ein deutscher Offizier und Diplomat in braunschweigischen und coburgischen Diensten, zuletzt Generalmajor.

## Leben
Von Meyern entstammte dem ursprünglich vogtländischen Adelsgeschlecht von Meyern. Er war das achte Kind (von elf) aus der zweiten Ehe von Johann Gottlob von Meyern mit Christina Wilhelmina Johanne, geb. von Schauroth (1741–1800). Sein Vater hatte bereits aus der ersten Ehe mit Regina Sophie Eleonora, geb. Segnitz von Schmalfelden (1721–1757) acht Kinder. Herzog August Wilhelm war sein Taufpate.
Er besuchte das Gymnasium Holzminden und trat 1787 als Fähnrich in die Braunschweigische Armee des Fürstentums Braunschweig-Wolfenbüttel ein. 1804 war er Hauptmann in Braunschweig, später bei der Neuaufstellung der Armee nach der Braunschweiger Franzosenzeit Oberst.
Mit dem reichen Erbteil seiner Frau erwarb er die Güter Hohenberg, Krusemark und Germerslage. Am 10. März 1817 erhielt er für sich und seine Nachkommen durch Allerhöchste Kabinettsorder die königlich preußische Erlaubnis, den Besitznamen von Hohenberg als offiziellen Namensbestandteil zu führen.
Von 1829 bis 1831 war er braunschweigischer Gesandter am preußischen Hof in Berlin.
Zu einem unbekannten Zeitpunkt wurde er zum sachsen-coburg-gothaischen Generalmajor à la suite ernannt.
Aus seiner Ehe mit Auguste Gräfin von Görtz-Wrisberg, der Tante von Hermann von Görtz-Wrisberg, ging eine Tochter und Erbin hervor, Pauline Karoline (1820–1899). Sie heiratete 1844 Friedrich Graf von der Schulenburg-Altenhausen und stiftete das Familienfideikommiss Hohenberg und Krusemark. Zu den möglichen Nutznießern gehörten neben ihren eigenen Nachkommen die Nachkommen der vollbürtigen Brüder ihres Vaters. Deshalb nahmen auch diese den Namen von Meyern-Hohenberg an.